# Comuna Iakimovo, Montana
Iakimovo (în bulgară Якимово) este o comună în regiunea Montana, Bulgaria, formată din satele Dolno Țerovene, Dălgodelți, Iakimovo și Komoștița. 

## Demografie
Componența etnică a comunei Iakimovo
     Romi (15,72%)
     Bulgari (81,8%)
     Nicio identificare (1,86%)
     Altele (1,01%)
La recensământul din 2011, populația comunei Iakimovo era de 4.332 locuitori. Din punct de vedere etnic, majoritatea locuitorilor (81,8%) erau bulgari, cu o minoritate de romi (15,72%). Pentru 1,86% din locuitori nu este cunoscută apartenența etnică.